# Ulrich Maly
Ulrich Maly, (* Núremberg, 8 de agosto de 1960) es un economista y político socialdemócrata alemán y ex Alcalde de la ciudad de Núremberg.  Durante tres períodos, desde mayo de 2002 hasta abril de 2020 ejerció como alcalde de Núremberg. En el 2008 había sido reelegido por un segundo período de gobierno. Igualmente en marzo del 2014 fue reelegido por un tercer período de gobierno, hasta 2020, con el 67,1% de los votos.

## Biografía
Ulrich Maly creció en el barrio de Schweinau en Núremberg. Después de la educación primaria en la escuela Georg-Paul-Amberger fue alumno del instituto secundario Johannes-Scharrer-Gymnasium de la ciudad de Núremberg. Durante sus años juveniles participó como miembro de la juventud socialdemócrata. En 1979 logró su bachillerato.
Durante su Servicio Civil trabajó apoyando a niños con limitaciones físicas y también a personas de la tercera edad, en la atención geriátrica.
Entre 1981 y 1987 Ulrich Maly estudió Ciencias Económicas en la universidad Friedrich Alexander de Núremberg y Erlangen, en la que se doctoró en 1990 con una investigación sobre "Economía y Medio Ambiente en la política de desarrollo de las ciudades" en idioma alemán. Antes de ser elegido Alcalde Mayor de Núremberg, de 1996 al 2002 se desempeñó como encargado de Finanzas en esa ciudad de medio millón de habitantes.
Desde el 1 de mayo de 2002 se desempeña como alcalde de Núremberg. Su gobierno se caracteriza por un acercamiento a las necesidades del ciudadano común y la elevación de Núremberg a la categoría de Región Metropolitana, con grandes avances en el desarrollo socioeconómico de la ciudad de Núremberg y las ciudades aledañas como Fürth, Erlangen, Schwabach, Roth, etc.
Ulrich Maly ha puesto en su gobierno un énfasis en la atención a las necesidades de la niñez, el respeto a los derechos de todos los ciudadanos, la integración de los migrantes residentes en la ciudad y un pleno apoyo a los esfuerzos por el respeto a los derechos humanos en el mundo. Constantemente ha participado de las asambleas ciudadanas móviles, en las que juntamente con altos funcionarios de la municipalidad respondió a las inquietudes de los ciudadanos de los distintos barrios de la ciudad.
Desde que tomara su puesto como alcalde se ha destacado por su abierta confrontación con las ideas y las prácticas de los neonazis en toda la región de Baviera. En mayo de 2007 fue proclamado por su partido SPD, con un 99.00 % de votos nuevamente como candidato a Alcalde de Núremberg para las elecciones del 2008, cargo en el cual fue reelegido.
Durante su periodo de gobierno, en mayo del 2010 firmó un Acuerdo de Hermanamiento entre Núremberg y la ciudad andaluza de Córdoba. En abril de 2013 fue elegido como presidente de la Asamblea de gobiernos municipales de Alemania, Städtetag.
En junio del 2013 el partido social demócrata anunció que Ulrich Maly postulará el 2014 a un tercer período de gobierno municipal. En marzo del 2014 fue reelegido como alcalde de Núremberg con el 67,1% de los votos, según informó la oficina electoral de la ciudad. 

### Funciones
- Miembro de la junta directiva regional de Baviera del partido socialdemócrata SPD.
- Miembro de la junta directiva federal de Alemania del partido socialdemócrata SPD
- Presidente del Jurado Internacional del Premio de Derechos Humanos de Núremberg
- Miembro de la junta directiva del Congreso de las ciudades de Baviera, Bayerischen Städtetags.
- Miembro del Consejo de Vigilancia del Aeropuerto de Núremberg
- Miembro del Consejo de Vigilancia de la empresa de Ferias NürnbergMesse
- Vicepresidente de la Asamblea de gobiernos municipales de Alemania, Städtetag, que representa a 3400 ciudades de Alemania con más de 51 millones de personas.[3]
- Presidente de la asociación de Historia de la ciudad de Núremberg
- Presidente del Instituto Alemán-Americano, DAI.

Asimismo Ulrich Maly participa en la directiva de diversas organizaciones como la fundación del Teatro de Núremberg, la oficina de turismo de la ciudad, el Instituto Alemán-americano (DAI), la Feria internacional de Núremberg, la empresa inmobiliaria Wbg, etc.

## Reconocimientos
El Dr. Ulrich Maly fue designado Hijo Adoptivo de la ciudad de Córdoba, lo que equivale al título de Ciudadano de Honor, por decisión unánime del Concejo Municipal del Ayuntamiento de Córdoba, España, del día 9 de octubre del 2018. La entrega solemne del Título de Hijo Adoptivo y la medalla correspondiente se realizó el 16 de noviembre de 2018 en el Teatro Góngora de la ciudad.